# Josip Vandot
Josip Vandot (n. 15 ianuarie 1884, Kranjska Gora, Kranjska Gora, Slovenia – d. 11 iulie 1944, Trnjanski Kuti⁠(d), Cantonul Brod-Posavina, Croația) a fost un scriitor și poet sloven care a scris mai ales pentru tinerii cititori. 

## Biografie

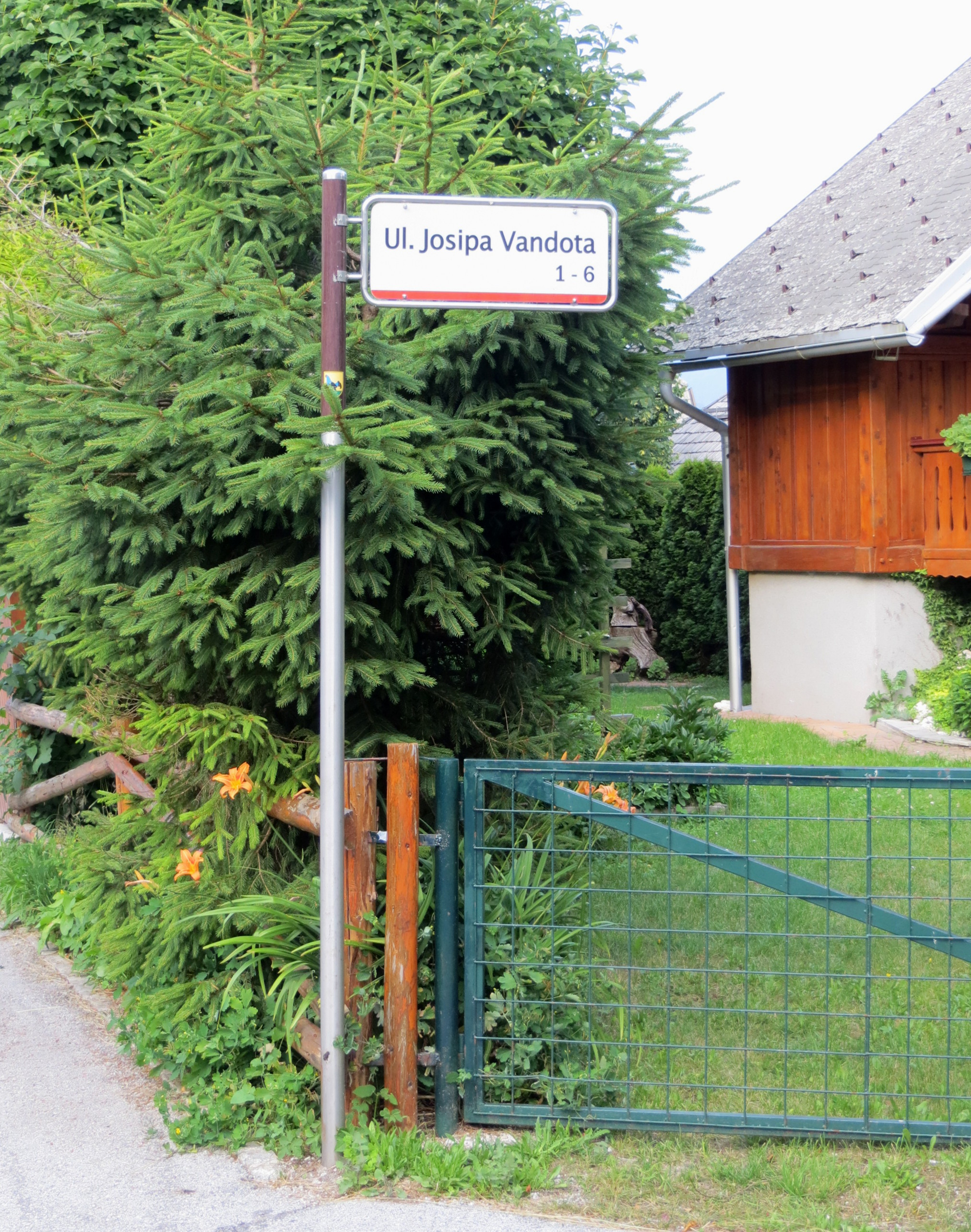
Strada Josip Vandot, Kranjska Gora

Vandot s-a născut la Kranjska Gora în Carniola Superioară, pe atunci parte a Austro-Ungariei, acum în Slovenia. În perioada Regatului interbelic al Iugoslaviei, a fost angajat la calea ferată din Maribor. În 1941, după ce zona a fost anexată de Germania, Vandot a fost deportat în Croația. El a fost ucis în bombardamentul aliat de la Slavonski Brod în 1944. O stradă din Kranjska Gora este numită în memoria sa. 

## Lucrări
Vandot este cel mai cunoscut pentru crearea personajului Kekec, un băiat păstor curajos și inteligent din zonele înalte ale regiunii sale de origine, munții Karawanke și Alpii Iulieni. El a scris trei cărți cu Kekec ca personaj principal: Kekec na hudi poti (cu sensul de Kekec pe calea cea grea, 1918); Kekec na volčji sledi (cu sensul de Kekec pe urmele lupului, 1922) și Kekec nad samotnim breznom (cu sensul de Kekec deasupra abisului singuratic, 1924) 
Cărțile cu Kekec au fost adaptate într-o serie omonimă de trei filme, cu toate că doar primul film a fost o adaptare directă a primei cărți: Kekec (1951), Srečno, Kekec (1963) (cu sensul de Mult noroc, Kekec) - primul film color sloven și Kekčeve ukane (1968).  Toate aceste filme au fost regizate de Jože Gale. 

## Legături externe
- Materiale media legate de Josip Vandot la Wikimedia Commons
- Josip Vandot la Find a Grave
- Josip Vandot la Internet Movie Database